# دیو کوونز
دیو کوونز (انگلیسی: Dave Cowens؛ زادهٔ ۲۵ اکتبر ۱۹۴۸ ‏(۷۶ سال)) بازیکن بسکتبال اهل ایالات متحده آمریکا است.
وی همچنین برندهٔ جوایزی همچون جایزه سال بهترین تازه‌کار ان‌بی‌ای، جایزه باارزش‌ترین بازیکن ان‌بی‌ای، و جایزه باارزش‌ترین بازیکن بازی آل-استار ان‌بی‌ای شده‌است.
از باشگاه‌هایی که در آن بازی کرده‌است می‌توان به میلواکی باکس، نیو اورلینز پلیکانز، بوستون سلتیکس، و گلدن استیت واریرز اشاره کرد.